# Scuderia Cameron Glickenhaus
Scuderia Cameron Glickenhaus, також широко відома як Glickenhaus і SCG, є невеликою автомобільною компанією, що базується в Сліпі-Холлоу, Нью-Йорк. Заснована в 2004 році Джеймсом Глікенхаусом, компанія присвячена виробництву високопродуктивних автомобілів.
Найбільш знаковою моделлю бренду є SCG 003, яка брала участь у різних змаганнях, таких як 24 години Нюрбургринга. Бренд також брав участь у чемпіонаті світу FIA з витривалості як виробник у категорії Hypercar Le Mans у сезоні 2021 року з SCG 007.